# 雪中の狩人
『雪中の狩人』（せっちゅうのかりゅうど, 蘭: Jagers in de sneeuw, 英: The Hunters in the Snow）は、ルネサンス後期の風景画家、ピーテル・ブリューゲルの代表的な油彩画。ウィーンの美術史美術館所蔵。

## 概要
1565年にアントウェルペンの銀行家で美術収集家だったニコラース・ヨンゲリンクからの依頼で描かれた。一年の季節の移り変わりを描いた連作6作品の一つで、そのうち『暗い日』（早春）、『干草の収穫』（夏）、『穀物の収穫』（秋）、『牛群の帰り』（晩秋）、『雪中の狩人』（冬）の5枚が現存している。春を描いたと思われる絵は失われている。
『雪中の狩人』は、雪の山間集落や岩山を背景に3人の狩人が猟犬を引き連れて歩く情景を描いた作品である。左下に近景の狩人を配置し、眼下に広がる村では凍った池でアイススケートやバンディ、カーリングに興じる村民、右上に遠景の山岳を配し、遠近法を巧みに用いている。
狩人たちは疲れ果ててとぼとぼと歩き、一人の男はキツネ1匹を運び、獲物の少なさを物語っている。上部にはカラスとカササギが描かれ、オランダの文化ではカササギは悪魔と関連付けられているため、ブリューゲルは時々これら2種の鳥を不吉さを示すために描いている（『絞首台の上のカササギ』『ゴルゴタの丘への行進』など）。
美術史家のマーティン・ケンプはクリスマスカードの人気の題材であると指摘し、「おそらく世俗的な題材としては『雪中の狩人』ほど人気のあるものはない」と述べている。
アンドレイ・タルコフスキー監督の『惑星ソラリス』『鏡』、ラース・フォン・トリアー監督の『メランコリア』、アラン・タネール監督の『白い町で』、アッバス・キアロスタミ監督の『24フレーム』などの映画に登場する。

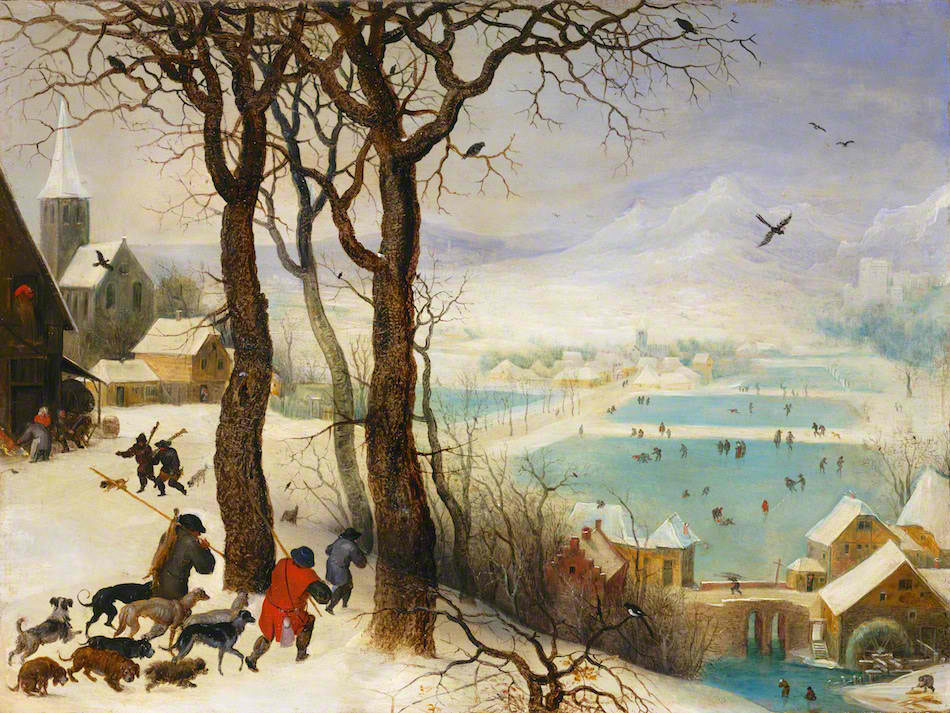
同名の息子が描いた模作

同名の息子が模作を描いている（東京富士美術館所蔵）。父の絵と比較すると異なっている点が多く、父の絵が117×162cmという大型の画面に対し、子の絵は25.5×32.5cmという小型の画面で描かれている。父の絵には「季節画」連作の1点として遠景の雪山など冬を表すモチーフが丁寧に描き込まれているが、子の絵では簡略化され、ほとんど形式的な描写に留まっている。
この景色が特定の場所を描いたものかどうかについては、ジュネーヴ湖の東端からの眺望とする説や、インスブルック近郊の村の景観とする説が提唱されている。

## 書籍
- 森洋子「ピーテル・ブリューゲルの≪牛群の帰り≫≪雪中の狩人≫にみられるフランドルの聖務日課書,時祷書,月暦版画の図像的伝統について」『明治大学教養論集』第394巻、明治大学教養論集刊行会、2005年3月、1-66頁、ISSN 03896005、NAID 120001441328。